# 伊卡黑石

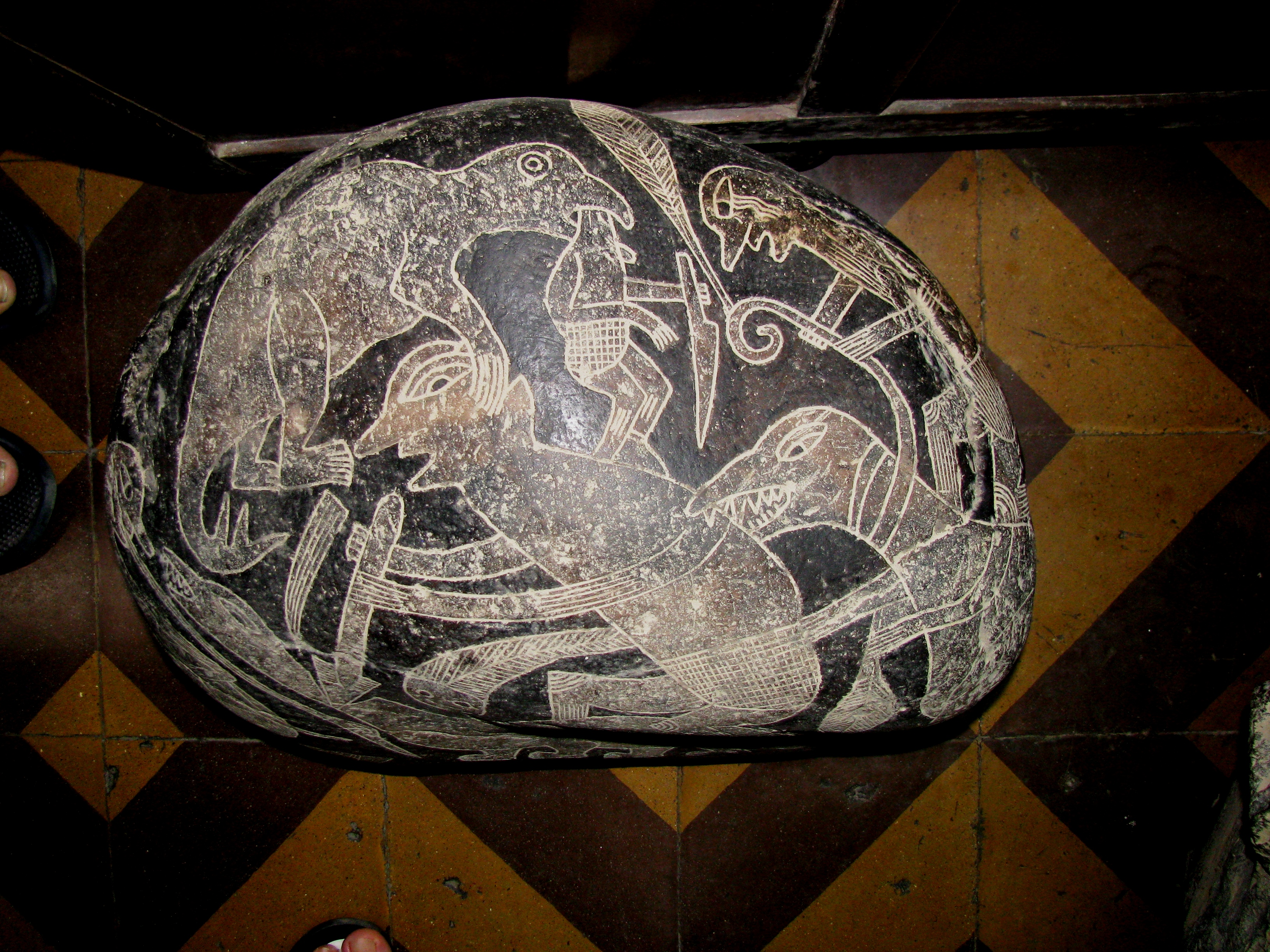
刻有巨人與恐龍的伊卡石。

伊卡黑石（Ica Stones），又稱伊卡石頭、伊卡石，是祕魯伊卡大區的安山岩民俗工藝品，刻有各種藝術圖案賣到外國，後來引發科學騙局而大受觀光客歡迎。   
1966年祕魯人Javier Cabrera建立一個博物館收集超過一萬顆伊卡黑石商品，雕刻主題有恐龍、星空圖、世界地圖、巨人與恐龍互鬥。他出書《伊卡黑石篆函》（The Message of the Engraved Stones of Ica）宣稱這些石頭是與恐龍時代共存的人類所作，並透過搞笑諾貝爾獎得主艾利希·馮·丹尼肯大肆宣傳。1973年製作者Basilio Uschuya承認是為提高銷量而編的騙局，說：「刻這些石頭比耕田輕鬆。」至今當地民俗藝術家依舊製作上述題材的伊卡黑石賣給觀光客當伴手禮。

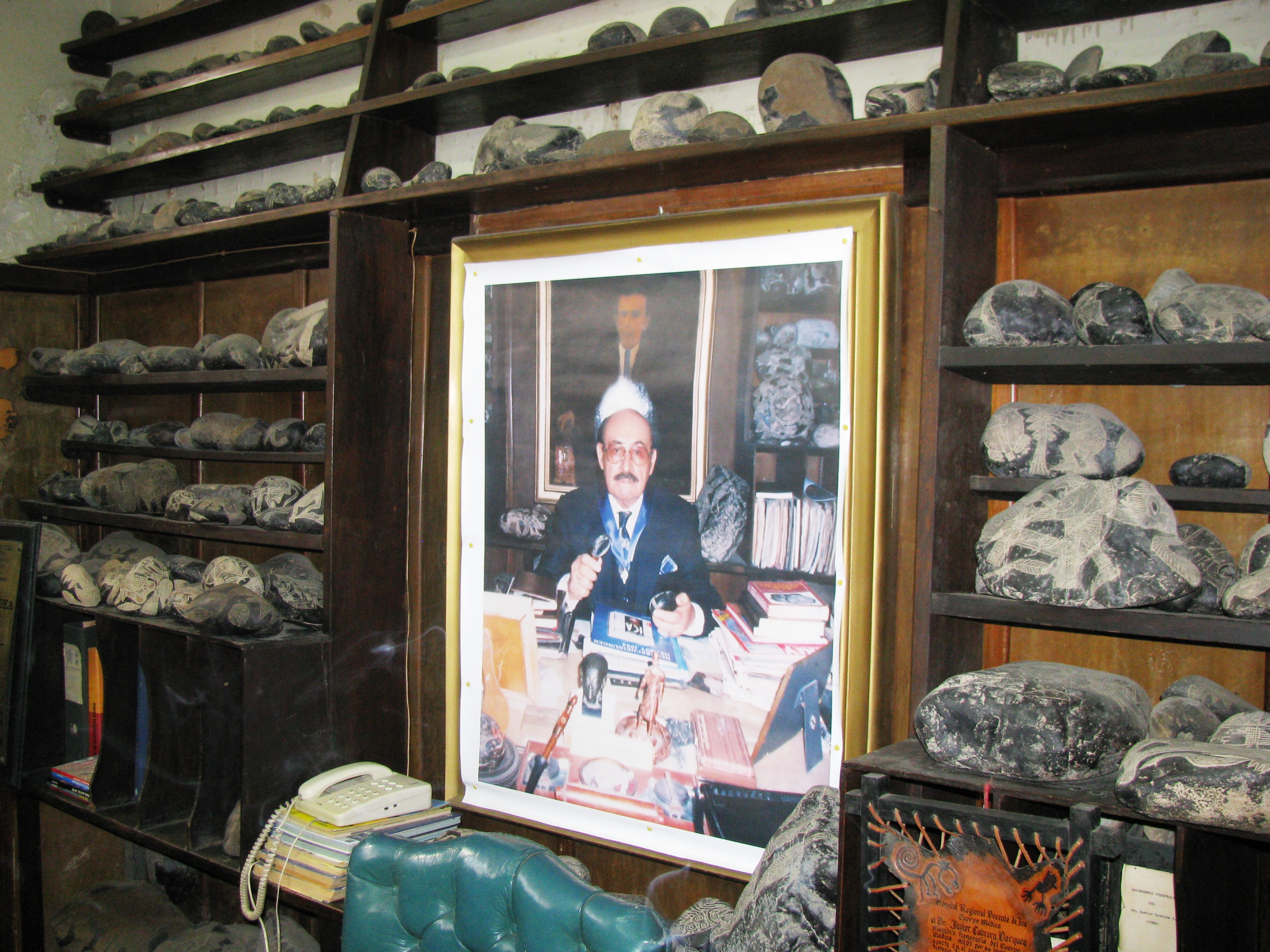
Javier Cabrera與他的伊卡黑石工藝品

## 展覽圖片

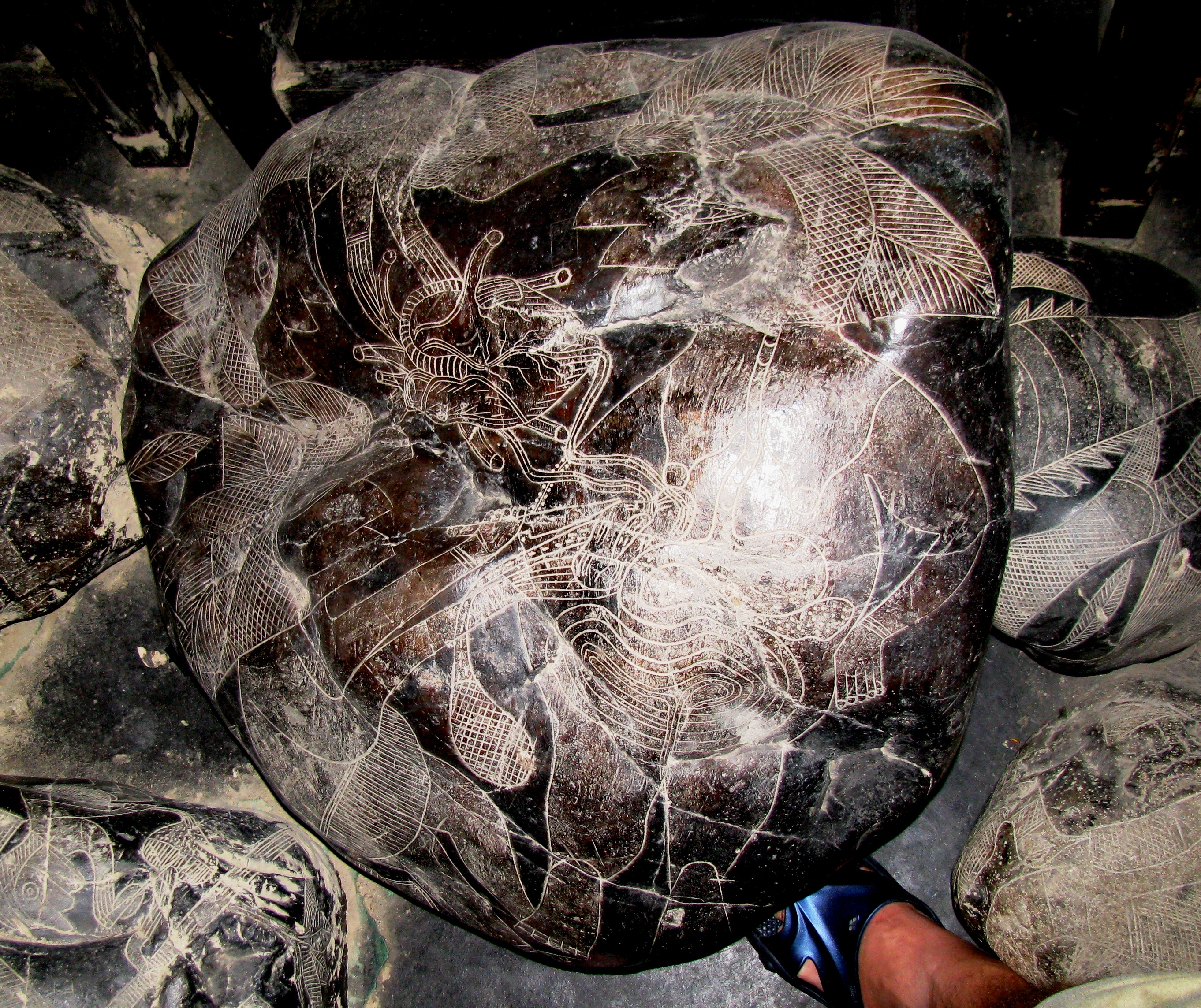
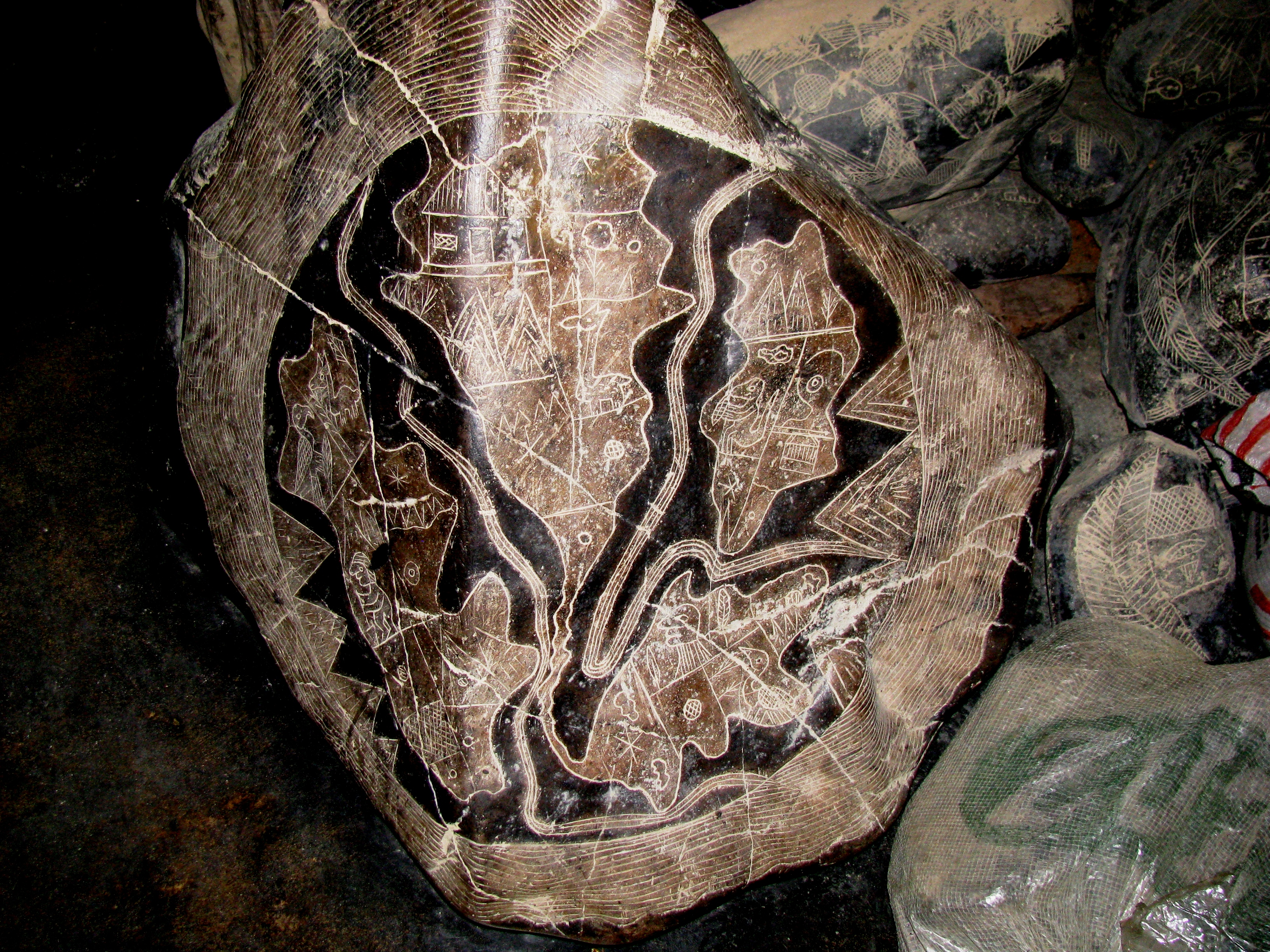
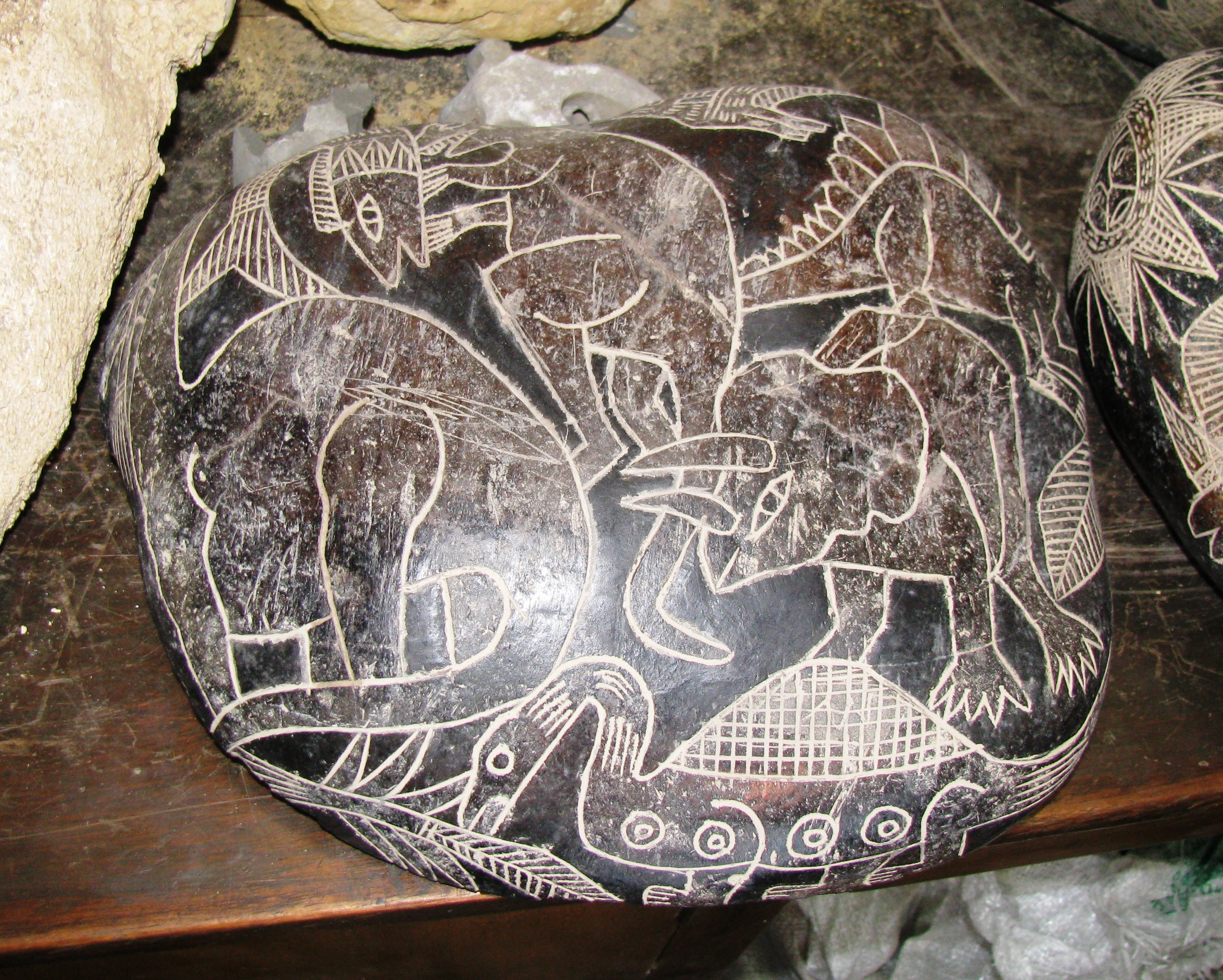
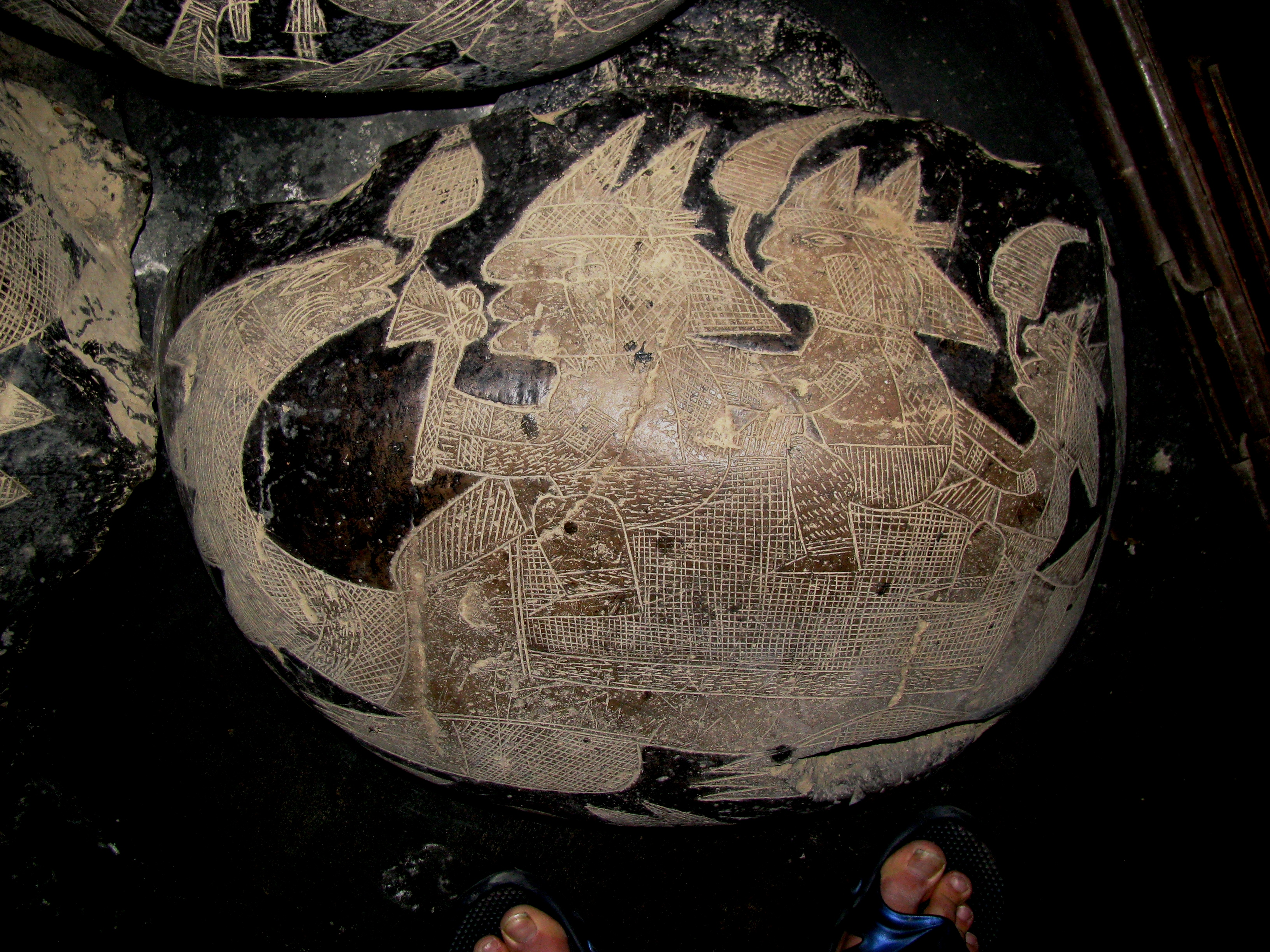

## 外部連結
- Images of the Ica stones（页面存档备份，存于）
- videos and documents of the Ica stones
- other info Ica stones（页面存档备份，存于）
- 伊卡黑石與偽考古學（页面存档备份，存于）